# Righeira
Righeira es un dúo italiano de música Italo disco originarios de Turín. El grupo fue fundado en 1981 por Stefano Rota (n. 1 de octubre de 1961) y Stefano Righi (n. 9 de septiembre de 1960). Se volvieron famosos en Europa gracias  con su sencillo «Vamos a la playa» (1983). 
Un año después el éxito volvió a aparecerse ante ellos con el sencillo «No tengo dinero» (1984). Ambas canciones fueron famosas en los rankings. «L`estate sta finendo» ("El verano se acabó", 1985), otro sencillo lanzado en 1985 fue un número uno en Italia, pero no llegó a los rankings internacionales. 
En 1986, la banda participó en el Festival de San Remo con su canción «Innamoratissimo» ("Enamoradísimo", 1986), quedando en el 15º lugar.

## Discografía

### Álbumes
- 1983 – Righeira (A&M Records)
- 1986 – Bambini Forever (CGD)
- 1992 – Uno, Zero, Centomila (RCA)
- 2007 – Mondovisione (Saifam)

### Compilaciones
- 1985 – Righeira '83-'85 (CGD)
- 2002 – Greatest Hits (D.V More Record) [Release: Mr. Music]
- 2002 – The Best (D.V More Record)

### Singles
- 1980 – Bianca Surf/Photoni (Italian Records) [Solo: Johnson Righeira]
- 1981 – Bianca Surf/Photoni (VIP) [Solo: Johnson Righeira]

- 1983 – Vamos A La Playa (A&M Records)
- 1984 – No Tengo Dinero (CGD)
- 1984 – Tanzen Mit Righeira (CGD)
- 1984 – Hey Mama (CGD)
- 1985 – L'estate Sta Finendo/Prima Dell'estate (CGD)
- 1986 – Innamoratissimo/Gli Parlerò Di te (CGD)
- 1986 – Italians A Go-Go/3-D (CGD)
- 1986 – Bambini Forever/Arruinado (CGD)
- 1987 – Oasi In Citta' (CGD)
- 1988 – Compañero (CGD)
- 1989 – Garageamos/Adalas Omaet (EMI Records)
- 1990 – Ferragosto/Dimmi Di No (Bravo Records)
- 2001 – 2001: Vamos A La Playa (Saifam)
- 2007 – La Musica Electrónica (Saifam)